# سيزار إسبينوزا
سيزار إسبينوزا (بالإسبانية: Cesar Espinoza)‏ (28 سبتمبر 1900 في فينيا ديل مار – 31 أكتوبر 1956) لاعب كرة قدم تشيلي راحل كان يجيد اللعب في مركز حارس مرمى .
لعب طوال مسيرته الرياضية في نادي سانتياغو واندررز . شارك مع منتخب تشيلي في بطولة كأس العالم 1930 في الأوروغواي .

## وصلات خارجية
- سيزار إسبينوزا على موقع الاتحاد الدولي (مؤرشف)  (الإنجليزية)
- سيزار إسبينوزا على موقع Soccerway.com (الإنجليزية)
- سيزار إسبينوزا على موقع عالم كرة القدم.نت (الإنجليزية)

- هذا السيرة الذاتية